# داتا (فوكوشيما)
مدينة داتا (بالإنجليزية: Date)‏ هي أحد المدن التابعة لمحافظة فوكوشيما. تأسست رسميًا في 01/01/2006. ويقدر عدد سكانها بـ 67487 نسمة حسب تقدير مكتب الإحصاء الياباني لعام 2012. تبلغ مساحة داتا 265.1 كم2. بكثافة سكانية تبلغ 255 نسمة/كم2.

## أعلام
- ميدوري تاكاهاشي
- يوكي ساساكي
- هيروشي ناكامورا